# Dame (canción de RBD)
«Dame» es una canción escrita por el compositor Carlos Lara y grabada por RBD para su tercer álbum de estudio Celestial. La canción fue enviada como sencillo promocional a las estaciones de radio en los Estados Unidos para ver que resultados obtendría, debutando en febrero de 2007 en el número 42 del Billboard Hot Latin Songs en US y su posición más alta fue la 38. RBD grabó también una versión en portugués de "Dame", llamada "Me Dar" incluida en la versión en portugués del álbum Celestial (Versão Brasil). En diciembre de 2006 también se lanza la versión en inglés del tema, siendo titulada "My Philosophy", incluida en el primer álbum en inglés de la agrupación titulado Rebels.

## Posicionamiento
| Listas (2007)                       | Posición |
| ----------------------------------- | -------- |
| EE. UU. Billboard Latin Pop Airplay | 14       |
| EE. UU. Billboard Hot Latin Songs   | 38       |